# Јоан Славичи
Јоан Славичи (или Јован Славић) (Ширија, 18. јануар 1848 — Панчу, 17. август 1925) био је трансилванијски, касније румунски књижевник и новинар.
Своје књижевне почетке имао је у часопису Књижевне конверзације (рум. Convorbiri literare), где је објавио комедију под називом Градоначелникова кћи (рум. Fata de birău). Уз Еминескуа, Славић је основао Друштво младих Румуније и Академско књижевно друштво и током 1871. године организовао прoславу румунских студената из Румуније и иностранства у Путни. Крајем 1874. године, он се преселио у Букурешт, где је постао секретар Одбора за прикупљање Хурмузачи, а потом је постао професор, као и уредник новина Време (рум. Timpul). Уз Ј. Л. Карађалеа и Ђ. Кожбука, уређивао је часопис Огњиште (рум. Vatra). Током Првог светског рата, сарађивао је са новинама Дан (рум. Ziua) и Букурештанска Газета (рум. Gazeta Bucureștilor). Добитник је награде Румунске академије 1903. године.

## Биографија

### Породица
Јован Славић је рођен 18. јануара 1848. године у селу Ширија, у истоименој општини, близу Арада, који је у то време био део Аустријског царства. Прадеда по оцу Сава Славић помиње се уз сродника Арсентија 1746-1747. године, као "кмет" (без куће) у Ширији. После 1770. године зна се за седам домова Срба, Славића у Ширији. Деда Илија Славић (1782-1829) ожењен са Маријом имао је више деце (7). Отац Сава Славић (рођен 1818) остао је рано без оца, па га је усвојио мештанин Румун, Михаљ Ферцу. Сава се бавио земљорадњом, имао је мало земље, а знао је добро берберски и ћурчијски занат. Јован (или Јоан) потиче из мешовитог брака (склопљеног 1842), он је друго дете, оца Србина Саве Славића и мајке Румунке Елене Борлее, из велике свештеничке породице у Мадерату. Мајчин сродник, румунски новинар и политичар Сигисмунд Борлеа (1827-1883), био је младом Славићу велики узор. Рођен је Јован у години револуција (1848) које су се догађале широм Европе, које су своје последице имале и у Трансилванији. Крстио га је и дао му име јануара 1848. године кум Сава Видоловић. Славић се у раном детињству "порумунио", прославио због својих заслуга у румунском народу, али остао му је надимак, по којем је био познат Ioan Sârbu (Јован Србин).

### Младост
Похађао је Славић православну вероисповедну школу на румунском језику у родној Ширији. Учио га је између 1854-1858. године месни учитељ Димитрије Воштинар. Након три разреда у селу, морао је у Араду да заврши последњи четврти разред. У периоду 1860-1865. године он похађа гимназију у Араду, учећи на мађарском језику. Шести и седми разред гимназије на немачком језику завршава 1865-1867. године у гимназији код Пијариста у Темишвару. Последњи, осми разред гимназије окончао је школске 1867/1868. године опет у Араду, у истој гимназији где је био и пре. На њега је тада, приликом виђења велики утисак оставио румунски национални идеолог, православни митрополит Андреј Шагуна. Пропутовао је и упознао Трансливанију, идући неколико недеља пешице од града Сату Маре (Велико село) у Марамурешу, где је полагао матурски испит, до родног села. 
Након што је завршио своје школовање, Славић је у јесен 1868. године напустио Трансилванију и отишао у Будимпешту, где је намеравао да студира право. Против родитељске воље уписао је правни факултет али га је напустио. Међутим, наредне године су га финансијске потешкоће притисле као и болест и приморале да се врати кући и преузме посао јавног бележника. Током овог запослења у Комлошу, Јован Славић је штедео новац који би му помогао да настави своје студије.

### Жунимеа
Године 1869, он је отпутовао у Беч јер је регрутован у аустроугарску војску. Међутим он је то искористио да упише правни факултет у Бечу, и притом добије статус студента једногодишњег добровољца. То се показало као одлучујући тренутак у животу будућег писца, јер је Славић тада имао прилику да упозна Михаја Еминескуа, најзначајнијег румунског песника, који је студирао на универзитету у том граду. Њих двојица су постали добри пријатељи, а Еминеску је охрабривао Славића и помагао развој његовог стила и самих радова. Та иста година означава почетак књижевног стваралаштва Славића, када је дебитовао у часопису Књижевне конверзације(рум. Convorbiri literare), гласноговорнику друштва Жунимеа (рум. Junimea) у Јашију.
Наредне, 1872. године, Славичи је опет морао да прекине своје студије због финансијских потешкоћа. Две године касније, напустио је Аустроугарску и преселио се у Јаши, где је учествовао у скуповима Жунимее. Током 1874. године, у Араду је основано Класично позориште Јоан Славичи. Његова прва књига, објављена под називом Nuvele din popor, представља збирку кратких прича, и објављена је 1881. године. Збирка укључује и песму Срећна воденица (рум. Moara cu noroc), као и песму Budulea Taichii, које представљају две Славичијеве најпознатије и најбоље песме.

### Затвори и повратак у Румунију
Године 1882, Славић је изабран за дописног члана Румунске академије, а две године касније, преселио се назад у Трансилванију, активно се укључивши у румунски национални покрет, служећи као члан Централног комитета Националне партије Румуније, главног политичког форума Румуна у региону. Мађарске власти осудиле су Славића на годину дана затвора због његовог националистичког става. Ово је био први од бројних кратких боравака у затворима у животу Славића (нису сви били повезани са његовим политичким ставовима — неки су били резултат тужби против других новинара).
Шест година касније, Славић се преселио у Букурешт где је 1892. године примио румунско држављанство. Од 1894. године почео је објављивати прве делове свог најпознатијег романа Мара (рум. Mara), који дванаест година касније објављен као једна књига. То је уједно био и период његовог деловања као уредника часописа Огњиште (рум. Vatra), заједно са Ђорђем Козбуком и Јоном Луком Карагиалеом.

### Први светски рат и последње године
Славић је током 1909. године почео да ради за прогермански лист Дан (рум. Ziua). Са избијањем Првог светског рата, његова писања у новинама довела су га у сукоб са другим интелектуалцима који су подржавали силе Тројне антанте. Дана 14. августа 1916. године, Румунија је ушла у Први светски рат на страни Антанте и већи део њене територије (укључујући и Букурешт) био је окупиран од стране немачких, аустроугарских и бугарских трупа током лета 1917. године.
Румунска легитимна влада нашла је уточиште у Јашију, док су у то време Централне силе успоставиле марионетску администрацију у окупираним земљама. Славић је сарађивао са новом владом и радио као уредник њеног службеног гласила — Букурештанске Газете (рум. Gazeta Bucureștilor). Након повлачења Немачке током новембра 1918. године, Славићу је суђено за ратне активности и провео је годину дана у затвору, док је његов углед код тадашње интелигенције заувек био ослабљен. Сматран је за немачког шпијуна међу Румунима.
Славић је преминуо у сиромашним условима код своје кћерке у Панчуу, у округу Вранча, 17. августа 1925. године.

### Антисемитизам
За разлику од вођства Жунимее (али у складу са ставовима неких чланова групе), Славић је био запажени антисемитиста. Његова рана дефиниција Јевреја као „болести” касније је удвостручена његовим аргументима у прилог њиховом насилном протеривању са територије Румуније:
Решење које нам остаје јесте да, на сигнал, затворимо границе, да их уништимо, да их бацимо у Дунав све до последњег, тако да не остане ништа од њиховог семена!
Славичи је касније сматрао да:
Мржња која се навукла против ових људи је природна, и ова мржња се лако може ослободити према свима онима који су наследили богатство или су га сами стекли, и могли би на крају довести до ужасног проливања крви.

### Комедије
- Fata de birău (1871)
- Toane sau Vorbe de clacă (1875)
- Polipul unchiului (1875)

### Историјске драме
- Bogdan Vodă (1876)
- Gaspar Graziani (1888)

### Приповетке
- Zâna Zorilor
- Florița din codru
- Doi feți cu stea în frunte
- Păcală în satul lui
- Spaima zmeilor
- Rodul tainic
- Ileana cea șireată
- Ioanea mamei
- Petrea prostul
- Limir-Împărat
- Băiet sărac
- Împăratul șerpilor
- Doi frați buni
- Băiat sărac și horopsit
- Nărodul curții
- Negru împărat
- Peștele pe brazdă
- Stan Bolovan
- Boierul și Păcală

### Новеле
- Popa Tanda (1873)
- Scormon (1875)
- La crucea din sat (1876)
- Crucile roșii (1876)
- O viață pierdută (1876)
- Gura satului (1878)
- Budulea Taichii (1880)
- Moara cu noroc (1880)
- Pădureanca (1884)
- Comoara (1896)
- Vatra părăsită (1900)
- La răscruci (1906)
- Pascal, săracul (1920)

### Романи
- Mara (1894)
- Din bătrâni (1902)
- Din bătrâni. Manea (1905)
- Corbei (1906)
- Din două lumi (1920)
- Cel din urmă armaș (1923)
- Din păcat în păcat (1924)

### Мемоари
- Fapta omenească. Scrisori adresate unui tânăr (1888—1889)
- Serbarea de la Putna (1903)
- Închisorile mele (1920)
- Amintiri (1924)
- Lumea prin care am trecut (1924)

## Галерија
- Јоан Славичи на поштанској маркици Румуније
- Чланови Јунимее 1883. године
- Позориште у Араду уништено након пожара 1883. године
- Класично позориште Јоан Славичи у Араду
- Почетна страна књиге Повести из 1908. године